# Business-to-business
Business-to-business, spesso indicato con l'acronimo B2B, in italiano commercio interaziendale, è una locuzione utilizzata per descrivere le transazioni commerciali elettroniche tra imprese, distinguendole da quelle che intercorrono tra le imprese e altri gruppi, come quelle tra una ditta e i consumatori/clienti individuali (B2C, dall'inglese Business to Customer o Business to Consumer, in italiano vendita al dettaglio) oppure quelle tra una impresa e il governo (B2G, dall'inglese Business to Government, lett. "azienda-verso-governo").

## Descrizione
Si tratta di una locuzione che fa riferimento a generici processi tra partner commerciali, e che può anche riferirsi a tutte le transazioni effettuate in una catena di valore industriale, prima che il prodotto finito venga venduto al consumatore finale.
Più specificamente, Business-to-Business o B2B indica le relazioni che un'impresa detiene con i propri fornitori per attività di approvvigionamento, di pianificazione e monitoraggio della produzione, o di sussidio nelle attività di sviluppo del prodotto, oppure le relazioni che l'impresa detiene con clienti professionali, cioè altre imprese, collocate in punti diversi della filiera produttiva.
Il volume di transazioni di B2B è molto più elevato di quello di transazioni di B2C. Stando alle stime, nel 2018 il valore generato dal transato B2B è stato di circa 2.700 miliardi di euro (di cui 335 miliardi generati dal solo commercio elettronico B2B), con un peso del 75% sull'intero fatturato delle imprese italiane. Una delle ragioni consiste nel fatto che le imprese hanno adottato tecnologie di commercio elettronico molto di più di quanto abbiano fatto i consumatori. Inoltre, in una tipica catena di rifornimento (o catena logistica, in ing. supply chain), esistono molte transazioni di B2B, ma soltanto una transazione B2C, dato che il prodotto completo viene venduto al dettaglio al cliente finale.
Per fare un esempio, il rapporto commerciale tra un produttore e un grossista è una relazione B2B. Il rapporto diretto tra produttore o grossista, da un lato, e cliente/consumatore/utente privato finale, viene invece definito B2C. Un altro esempio di transazione B2B è rappresentato da una compagnia di mangime per polli che vende il proprio prodotto a un allevamento di polli, che costituisce un'altra compagnia. Un altro esempio di transazione B2C è un negozio di alimentari che vende polli nutriti con cereali a un consumatore. B2B può anche descrivere attività di marketing tra aziende, non solo le transazioni finali che risultano dal marketing, anche se il termine può di fatto essere utilizzato per identificare transazioni commerciali tra compagnie (a cui ci si riferisce anche con il termine «vendite istituzionali»). Per esempio, è più probabile che una ditta che vende fotocopiatrici venga identificata con un'organizzazione commerciale di tipo B2B piuttosto che di tipo B2C.

## Ambiti applicativi del B2B
La digitalizzazione dei processi alla base del commercio elettronico tra imprese può essere analizzata alla luce di tre differenti ambiti: digitalizzazione dei processi pre-transazionali (e-procurement), digitalizzazione dei processi operativi (e-supply chain execution) e digitalizzazione dei processi collaborativi (e-supply chain collaboration).

### E-procurement
Con il termine eProcurement si intende l’insieme degli strumenti digitali a supporto del processo d’acquisto. In un contesto in cui le aziende spendono sempre di più per l’acquisto di beni e servizi, la gestione digitale degli approvvigionamenti può portare grandi benefici in termini di produttività del personale e saving sui prezzi d’acquisto. In ambito privato, così come in ambito pubblico, l'e-procurement si suddivide in due processi chiave:
- e-sourcing - tutte le attività volte alla ricerca di nuovi fornitori, alla loro qualificazione e certificazione e alla fase di negoziazione vera e propria;
- e-catalog - il processo di acquisto ricorsivo di prodotti e servizi.

### E-supply chain execution
Con tale termine si intendono l'insieme delle soluzioni tecnologiche volte a supportare le fasi del ciclo ordine-fatturazione, che comprende generalmente le fasi logistiche, commerciali, amministrative e contabili.

### E-supply chain collaboration
Con tale termine si intendono tutte le attività di natura collaborativa tra cliente e fornitore assistite dall'utilizzo di tecnologie digitali. Tali attività sono applicate in diversi ambiti: dal monitoraggio della catena logistica, alla pianificazione delle scorte, fino allo sviluppo e introduzioni di nuovi prodotti e soluzioni.

## Gli standard B2B
UN/EDIFACT è uno degli standard più noti e affermati.
ANSI ASC X12 è uno standard piuttosto popolare nell'America del Nord.
RosettaNet è uno standard di tipo XML-based, emergente nell'industria dell'alta tecnologia.
Per comprendere lo spazio collaborativo dei processi commerciali B2B, si potrebbe utilizzare un approccio come il cosiddetto UMM (acronimo di UN/CEFACT's Modeling Methodology).

## Etimologia
Il termine Business to Business è stato coniato, in origine, per descrivere rapporti di comunicazione elettronica tra un'impresa e un'altra impresa, per distinguerli dai rapporti di comunicazione tra le imprese, da un lato, e i consumatori, dall'altro. In seguito, però, il termine ha finito con l'essere utilizzato anche nel marketing, inizialmente per descrivere soltanto il marketing industriale o di beni capitali. Oggi, comunque, il termine viene ampiamente usato per descrivere tutti i prodotti e i servizi utilizzati dalle imprese.